# Aleksandr Nikolaevič Nesmejanov
Aleksandr Nikolaevič Nesmejanov (in russo Александр Николаевич Несмеянов?; Mosca, 28 agosto 1899 – Mosca, 17 gennaio 1980) è stato un chimico e politico sovietico.
Rese la chimica degli organoelementi una disciplina a sé stante nel panorama sovietico della chimica organica. Per 10 anni presiedette l'Accademia delle scienze dell'URSS e fondò l'Istituto dei composti organoelementi, il primo al mondo del suo genere.

## Biografia
Nesmejanov nacque in una famiglia di insegnanti. Era fratello di Vasilij, esperto di fotografia aerea morto nel 1941, della biologa Tatjana e del radiochimico Andrej, membro corrispondente dell'Accademia delle scienze dell'URSS.
Nel 1920 si laureò in chimica all'Università statale di Mosca, dove si sarebbe sviluppata tutta la sua carriera, sino a diventarne decano e rettore. Proprio mentre ricopriva quest'ultimo incarico (1948-1951) decise di far costruire il nuovo complesso universitario sulla Collina dei passeri.
Dal 1939 al 1954 diresse l'Istituto di chimica organica dell'Accademia delle scienze dell'URSS, dove fondò il Laboratorio dei composti organometallici, da cui sarebbe nato l'Istituto dei composti organoelementi che avrebbe diretto per tutta la vita. Dal 1951 al 1961 presiedette l'Accademia delle scienze dell'URSS, e dal 1963 al 1975 fu segretario accademico del Dipartimento di chimica generale e ingegneristica. Contribuì a fondare 25 nuovi istituti scientifici non prettamente inerenti alla chimica, come quello di meccanica di precisione, di ingegneria informatica, di matematica applicata, di cristallografia e di radiotecnica.
Stimato docente di chimica organica, fu autore di alcuni testi fondamentali destinati a docenti e studenti universitari, come le serie di libri Synthetic methods in the field of organometallic compounds e The methods of organoelement chemistry curate assieme a Ksenofont Aleksandrovič Kočeškov.
In campo politico fu più volte eletto nel Consiglio comunale di Mosca, nel Soviet Supremo della RSFS Russa e nel Soviet Supremo dell'URSS (1950-1952). Partecipò al XIX Congresso del Partito Comunista dell'Unione Sovietica e fu membro permanente del Consiglio mondiale per la pace.
Gli studi di Nesmejanov riguardo alla chimica degli organoelementi si concentrano sulla maggior parte degli elementi chimici, come quelli del gruppo principale (mercurio) e i complessi ciclopentadienilici dei metalli di transizione, nonché le loro reazioni di sostituzione e relative reattività.
Il suo interesse per la chimica degli organoelementi derivò principalmente dalla scoperta nel 1929 di un nuovo metodo altamente conveniente per la preparazione degli alogenuri di arilmercurio mediante quello che oggi è noto come metodo o sintesi dei diazocomposti di Nesmejanov. Ciò lo spinse allo studio dei derivati organici dei non-elementi di transizione.

## Vita privata
Nesmejanov si sposò due volte. Dalla prima moglie Nina Vladimirovna ebbe Ol'ga, chimica dell'Istituto N. D. Zelinskij dell'Accademia delle scienze dell'URSS, e Nikolaj, docente di chimica all'Università statale di Mosca. La sua seconda moglie fu Marina Antol'evna Vinogradova, docente di francese all'Università di Mosca e autrice di un libro di testo di francese ben accolto dalla critica specializzata.